# Olympische Sommerspiele 1908/Teilnehmer (Niederlande)
| Gelbes Symbol für Goldmedaillen mit stilisierten Olympischen Ringen | Graues Symbol für Silbermedaillen mit stilisierten Olympischen Ringen | Braundes Symbol für Bronzemedaillen mit stilisierten Olympischen Ringen |
| ------------------------------------------------------------------- | --------------------------------------------------------------------- | ----------------------------------------------------------------------- |
| —                                                                   | —                                                                     | 2                                                                       |

Die Niederlande nahmen an den Olympischen Sommerspielen 1908 in London, Großbritannien, mit einer Delegation von 118 Sportlern teil. Dabei konnten die Athleten zwei Bronzemedaillen gewinnen.

## Medaillengewinner

### Dritter
| Name | Sportart | Wettkampf              |
| --- | -------- | ---------------------- |
| Reinier Beeuwkes (Torwart) Frans de Bruyn Kops Karel Heijting Jan Kok Bok de Korver Miel Mundt Louis Otten Jops Reeman Edu Snethlage Ed Sol Jan Thomée Caius Welcker Edgar Wallace Chadwick (Trainer) | Fußball  | Männer                 |
| Hermannus Höfte Johan Burk Bernardus Croon Albertus Wielsma | Rudern   | Vierer ohne Steuermann |

## Teilnehmer nach Sportarten

### Fechten
| Disziplin    | Platz        | Athlet                 | Erste Runde               | Zweite Runde              | Halbfinale                | Finale         |
| ------------ | ------------ | ---------------------- | ------------------------- | ------------------------- | ------------------------- | -------------- |
| Männer       |              |                        |                           |                           |                           |                |
| Degen Einzel | Fünfter      | Alfred Labouchere      | 5-1 (Erster in Gruppe H)  | 2-2 (Zweiter in Gruppe 7) | 4-3 (Zweiter in Gruppe 1) | 2-5            |
| Degen Einzel | Zweite Runde | Jetze Doorman          | 4-1 (Erster in Gruppe J)  | 2-2 (Dritter in Gruppe 1) | nicht erreicht            | nicht erreicht |
| Degen Einzel | Erste Runde  | Johan van Schreven     | 4-4 (Vierter in Gruppe B) | nicht erreicht            | nicht erreicht            | nicht erreicht |
| Degen Einzel | Erste Runde  | Max Dwinger            | 2-4 (Vierter in Gruppe C) | nicht erreicht            | nicht erreicht            | nicht erreicht |
| Degen Einzel | Erste Runde  | Simon Okker            | 3-2 (Vierter in Gruppe K) | nicht erreicht            | nicht erreicht            | nicht erreicht |
| Degen Einzel | Erste Runde  | George van Rossem      | 2-6 (Siebter in Gruppe D) | nicht erreicht            | nicht erreicht            | nicht erreicht |
| Degen Einzel | Erste Runde  | Maurits van Löben Sels | 3-6 (Siebter in Gruppe E) | nicht erreicht            | nicht erreicht            | nicht erreicht |
| Degen Einzel | Erste Runde  | Willem van Blijenburgh | 1-6 (Siebter in Gruppe G) | nicht erreicht            | nicht erreicht            | nicht erreicht |
| Säbel Einzel | Siebter      | Jetze Doorman          | 3-2 (Zweiter in Gruppe A) | 2-2 (Zweiter in Gruppe 7) | 5-2 (Erster in Gruppe 2)  | 1-6            |
| Säbel Einzel | Zweite Runde | Richard Schoemaker     | 2-2 (Zweiter in Gruppe D) | 2-2 (Dritter in Gruppe 1) | nicht erreicht            | nicht erreicht |
| Säbel Einzel | Zweite Runde | George van Rossem      | 4-1 (Erster in Gruppe L)  | 2-2 (Dritter in Gruppe 2) | nicht erreicht            | nicht erreicht |
| Säbel Einzel | Zweite Runde | Willem van Blijenburgh | 3-2 (Dritter in Gruppe I) | 1-3 (Dritter in Gruppe 6) | nicht erreicht            | nicht erreicht |
| Säbel Einzel | Zweite Runde | Alfred Labouchere      | 4-1 (Erster in Gruppe C)  | 1-3 (Dritter in Gruppe 6) | nicht erreicht            | nicht erreicht |
| Säbel Einzel | Zweite Runde | Adrianus de Jong       | 2-1 (Erster in Gruppe E)  | 1-3 (Vierter in Gruppe 3) | nicht erreicht            | nicht erreicht |
| Säbel Einzel | Zweite Runde | Gustaaf van Hulstijn   | 4-1 (Zweiter in Gruppe K) | DNS                       | nicht erreicht            | nicht erreicht |
| Säbel Einzel | Erste Runde  | Lion van Minden        | 2-3 (Vierter in Gruppe G) | nicht erreicht            | nicht erreicht            | nicht erreicht |
| Säbel Einzel | Erste Runde  | Johan van Schreven     | 3-4 (Vierter in Gruppe J) | nicht erreicht            | nicht erreicht            | nicht erreicht |
| Säbel Einzel | Erste Runde  | Maurits van Löben Sels | 0-4 (Fünfter in Gruppe F) | nicht erreicht            | nicht erreicht            | nicht erreicht |
| Säbel Einzel | Erste Runde  | Jan de Beaufort        | 2-4 (Fünfter in Gruppe M) | nicht erreicht            | nicht erreicht            | nicht erreicht |

| Disziplin        | Platz    | Athleten                                                                | Qualifikation                                             | Erste Runde                                      | Halbfinale     | Finale         | Hoffnungsrunde     | Fechten um Platz 2 |
| ---------------- | -------- | ----------------------------------------------------------------------- | --------------------------------------------------------- | ------------------------------------------------ | -------------- | -------------- | ------------------ | ------------------ |
| Männer           |          |                                                                         |                                                           |                                                  |                |                |                    |                    |
| Degen Mannschaft | Neunter  | Jetze Doorman Adrianus de Jong Alfred Labouchere George van Rossem      | Verloren gegen Großbritannien 9-7 → Ausgeschieden Neunter | nicht erreicht                                   | nicht erreicht | nicht erreicht | nicht qualifiziert | nicht qualifiziert |
| Säbel Mannschaft | Sechster | Jetze Doorman Adrianus de Jong Maurits van Löben Sels George van Rossem | nicht ausgetragen                                         | Verlor gegen Böhmen 9-8 → Ausgeschieden Sechster | nicht erreicht | nicht erreicht | nicht qualifiziert | nicht qualifiziert |

### Fußball
| Disziplin | Platz   | Athleten | Erste Runde | Halbfinale                        | Finale         | Spiel um Platz 3       |
| --------- | ------- | --- | ----------- | --------------------------------- | -------------- | ---------------------- |
| Männer    | Dritter | Reinier Beeuwkes (Trainer), Frans de Bruyn Kops, Karel Heijting, Jan Kok, Bok de Korver (Kapitän), Miel Mundt, Louis Otten, Jops Reeman, Edu Snethlage, Ed Sol, Jan Thomée, Caius Welcker | Freilos     | Verloren gegen Großbritannien 4-0 | nicht erreicht | Besiegten Schweden 2-0 |

### Leichtathletik
| Disziplin                         | Platz        | Athlet(en)                                           | Vorlauf                                | Halbfinale                           | Finale            |
| --------------------------------- | ------------ | ---------------------------------------------------- | -------------------------------------- | ------------------------------------ | ----------------- |
| Männer                            |              |                                                      |                                        |                                      |                   |
| 100 m                             | Vorläufe     | Victor Henny                                         | k. A. Dritter, erster Vorlauf          | nicht erreicht                       | nicht erreicht    |
| 100 m                             | Vorläufe     | Jacobus Hoogveld                                     | k. A. Dritter, neunter Vorlauf         | nicht erreicht                       | nicht erreicht    |
| 100 m                             | Vorläufe     | Evert Koops                                          | k. A. Vierter, dritter Vorlauf         | nicht erreicht                       | nicht erreicht    |
| 100 m                             | Vorläufe     | Ernestus Greven                                      | k. A. Vierter-Fünfter, vierter Vorlauf | nicht erreicht                       | nicht erreicht    |
| 200 m                             | Vorläufe     | Victor Henny                                         | k. A. Zweiter, erster Vorlauf          | nicht erreicht                       | nicht erreicht    |
| 200 m                             | Vorläufe     | Henk van der Wal                                     | k. A. Dritter, zweiter Vorlauf         | nicht erreicht                       | nicht erreicht    |
| 200 m                             | Vorläufe     | Ernestus Greven                                      | k. A. Dritter, sechster Vorlauf        | nicht erreicht                       | nicht erreicht    |
| 200 m                             | Vorläufe     | Jacobus Hoogveld                                     | k. A. Dritter, 15. Vorlauf             | nicht erreicht                       | nicht erreicht    |
| 200 m                             | Vorläufe     | Evert Koops                                          | k. A. Vierter, dritter Vorlauf         | nicht erreicht                       | nicht erreicht    |
| 200 m                             | Vorläufe     | Cornelis den Held                                    | k. A. Vierter, zwölfter Vorlauf        | nicht erreicht                       | nicht erreicht    |
| 400 m                             | Vorläufe     | Cornelis den Held                                    | k. A. Zweiter, zwölfter Vorlauf        | nicht erreicht                       | nicht erreicht    |
| 400 m                             | Vorläufe     | Jacobus Hoogveld                                     | k. A. Zweiter, 16. Vorlauf             | nicht erreicht                       | nicht erreicht    |
| 400 m                             | Vorläufe     | Bram Evers                                           | k. A. Dritter, 15. Vorlauf             | nicht erreicht                       | nicht erreicht    |
| 400 m                             | Vorläufe     | Victor Henny                                         | k. A. Vierter, siebter Vorlauf         | nicht erreicht                       | nicht erreicht    |
| 400 m                             | Vorläufe     | Henk van der Wal                                     | k. A. Vierter, 14. Vorlauf             | nicht erreicht                       | nicht erreicht    |
| 800 m                             | Halbfinalist | Arie Vosbergen                                       | nicht ausgetragen                      | k. A. Vierter, sechstes Halbfinale   | nicht erreicht    |
| 800 m                             | Halbfinalist | Henk van der Wal                                     | nicht ausgetragen                      | k. A. Seschter, erstes Halbfinale    | nicht erreicht    |
| 800 m                             | Halbfinalist | Bram Evers                                           | nicht ausgetragen                      | k. A. Sechster, siebtes Halbfinale   | nicht erreicht    |
| 1500 m                            | Halbfinalist | Arie Vosbergen                                       | nicht ausgetragen                      | k. A. Dritter, sechstes Halbfinale   | nicht erreicht    |
| 1500 m                            | Halbfinalist | Jacques Keyser                                       | nicht ausgetragen                      | k. A. Neunter, erstes Halbfinale     | nicht erreicht    |
| 400 m Hürden                      | Halbfinalist | Evert Koops                                          | Kampflos Erster, erster Vorlauf        | DNF —, erstes Halbfinale             | nicht erreicht    |
| Olympische Staffel                | Halbfinalist | Evert Koops Jacobus Hoogveld Victor Henny Bram Evers | nicht ausgetragen                      | k. A. Zweiter, zweites Halbfinale    | nicht erreicht    |
| 3-Meilen-Mannschaftslauf (4828 m) | —            | Ary Vosbergen                                        | nicht ausgetragen                      | 17:15,8 7 Punkte                     | nicht erreicht    |
| 3-Meilen-Mannschaftslauf (4828 m) | —            | Willem Wakker                                        | nicht ausgetragen                      | 17:46,4 8 Punkte                     | nicht erreicht    |
| 3-Meilen-Mannschaftslauf (4828 m) | —            | Wilhelmus Braams                                     | nicht ausgetragen                      | DNF Keine Punkte                     | nicht erreicht    |
| 5 Meilen (8047 m)                 | —            | Willem Wakker                                        | nicht ausgetragen                      | DNF —, zweites Halbfinale            | nicht erreicht    |
| 5 Meilen (8047 m)                 | —            | Wilhelmus Braams                                     | nicht ausgetragen                      | DNF —, drittes Halbfinale            | nicht erreicht    |
| 5 Meilen (8047 m)                 | —            | Jacques Keyser                                       | nicht ausgetragen                      | DNF —, viertes Halbfinale            | nicht erreicht    |
| 5 Meilen (8047 m)                 | —            | Arie Vosbergen                                       | nicht ausgetragen                      | DNF —, fünftes Halbfinale            | nicht erreicht    |
| Marathon                          | 20.          | Willem Wakker                                        | nicht ausgetragen                      | nicht ausgetragen                    | 3:28:49,0         |
| Marathon                          | —            | Wilhelmus Braams                                     | nicht ausgetragen                      | nicht ausgetragen                    | DNF               |
| Marathon                          | —            | George Buff                                          | nicht ausgetragen                      | nicht ausgetragen                    | DNF               |
| Marathon                          | —            | Arie Vosbergen                                       | nicht ausgetragen                      | nicht ausgetragen                    | DNF               |
| Marathon                          | —            | W. F. Theunissen                                     | nicht ausgetragen                      | nicht ausgetragen                    | DNS               |
| 3500 m Gehen                      | 16.          | Jo Goetzee                                           | nicht ausgetragen                      | 17:37,8 Siebter, erstes Halbfinale   | nicht erreicht    |
| 3500 m Gehen                      | 16.          | Johan Huijgen                                        | nicht ausgetragen                      | 17:37,8 Siebter, drittes Halbfinale  | nicht erreicht    |
| 3500 m Gehen                      | 18.          | Willem Winkelman                                     | nicht ausgetragen                      | 17:57,6 Vierter, zweites Halbfinale  | nicht erreicht    |
| 3500 m Gehen                      | 20.          | Petrus Ruimers                                       | nicht ausgetragen                      | 18:44,6 Sechster, zweites Halbfinale | nicht erreicht    |
| 10 Meilen Gehen (16.093 m)        | 14.          | Petrus Ruimers                                       | nicht ausgetragen                      | 1:27:38,8                            | nicht ausgetragen |
| 10 Meilen Gehen (16.093 m)        | —            | Jo Goetzee                                           | nicht ausgetragen                      | DNF —, erstes Halbfinale             | nicht ausgetragen |
| 10 Meilen Gehen (16.093 m)        | —            | Piet Soudyn                                          | nicht ausgetragen                      | DNF —, erstes Halbfinale             | nicht ausgetragen |
| 10 Meilen Gehen (16.093 m)        | —            | Willem Winkelman                                     | nicht ausgetragen                      | DNF —, erstes Halbfinale             | nicht ausgetragen |
| 10 Meilen Gehen (16.093 m)        | —            | Johan Huijgen                                        | nicht ausgetragen                      | DNF —, zweites Halbfinale            | nicht ausgetragen |
| Disziplin                         | Platz        | Athlet                                               |                                        |                                      | Höhe/Distanz      |
| Weitsprung                        | 21.–32.      | Bram Evers                                           | nicht ausgetragen                      | nicht ausgetragen                    | k. A.             |
| Weitsprung                        | 21.–32.      | Jacobus Hoogveld                                     | nicht ausgetragen                      | nicht ausgetragen                    | k. A.             |
| Hochsprung                        | 19.          | Herman van Leeuwen                                   | nicht ausgetragen                      | nicht ausgetragen                    | 1,65 m            |
| Stabhochsprung                    | 14.          | Coen van Veenhuijsen                                 | nicht ausgetragen                      | nicht ausgetragen                    | 2,89 m            |
| Stabhochsprung                    | 15.          | Bram Evers                                           | nicht ausgetragen                      | nicht ausgetragen                    | 2,82 m            |
| Standweitsprung                   | Achter-25.   | Bram Evers                                           | nicht ausgetragen                      | nicht ausgetragen                    | k. A.             |
| Standweitsprung                   | Achter-25.   | Jacobus Hoogveld                                     | nicht ausgetragen                      | nicht ausgetragen                    | k. A.             |
| Standweitsprung                   | Achter-25.   | Evert Koops                                          | nicht ausgetragen                      | nicht ausgetragen                    | k. A.             |

### Radsport
| Disziplin                        | Platz        | Athlet(en)                                                                   | Vorlauf                          | Halbfinale                                 | Finale         |
| -------------------------------- | ------------ | ---------------------------------------------------------------------------- | -------------------------------- | ------------------------------------------ | -------------- |
| Männer                           |              |                                                                              |                                  |                                            |                |
| 660 Yards (603,491 m)            | Halbfinalist | Johannes van Spengen                                                         | 58,2 s Erster, siebter Vorlauf   | k. A. Zweiter, erstes Halbfinale           | nicht erreicht |
| 660 Yards (603,491 m)            | Vorläufe     | Dorus Nijland                                                                | k. A. Zweiter, erster Vorlauf    | nicht erreicht                             | nicht erreicht |
| 660 Yards (603,491 m)            | Vorläufe     | Gerard Bosch van Drakestein                                                  | k. A. Zweiter, 13. Vorlauf       | nicht erreicht                             | nicht erreicht |
| 660 Yards (603,491 m)            | Vorläufe     | Georgius Damen                                                               | k. A. Dritter, dritter Vorlauf   | nicht erreicht                             | nicht erreicht |
| 660 Yards (603,491 m)            | Vorläufe     | Anton Gerrits                                                                | k. A. Vierter, elfter Vorlauf    | nicht erreicht                             | nicht erreicht |
| 5 km                             | Sechster     | Johannes van Spengen                                                         | nicht ausgetragen                | 8:39,8 Erster, erstes Halbfinale           | k. A.          |
| 5 km                             | Siebter      | Gerard Bosch van Drakestein                                                  | nicht ausgetragen                | 8:42,8 Erster, viertes Halbfinale          | k. A.          |
| 5 km                             | Halbfinalist | Anton Gerrits                                                                | nicht ausgetragen                | k. A. Dritter, zweites Halbfinale          | nicht erreicht |
| 5 km                             | Halbfinalist | Dorus Nijland                                                                | nicht ausgetragen                | k. A. Dritter, sechstes Halbfinale         | nicht erreicht |
| 5 km                             | Halbfinalist | Georgius Damen                                                               | nicht ausgetragen                | k. A. Vierter-Neunter, fünftes Halbfinale  | nicht erreicht |
| 20 km                            | Halbfinalist | Georgius Damen                                                               | nicht ausgetragen                | k. A. Fünfter, erstes Halbfinale           | nicht erreicht |
| 20 km                            | Halbfinalist | Gerard Bosch van Drakestein                                                  | nicht ausgetragen                | k. A. Fünfter, zweites Halbfinale          | nicht erreicht |
| 20 km                            | Halbfinalist | Dorus Nijland                                                                | nicht ausgetragen                | k. A. Sechster-Siebter, drittes Halbfinale | nicht erreicht |
| 20 km                            | Halbfinalist | Johannes van Spengen                                                         | nicht ausgetragen                | k. A. Sechster-Siebter, viertes Halbfinale | nicht erreicht |
| 100 km                           | Halbfinalist | Georgius Damen                                                               | nicht ausgetragen                | k. A. Siebter-14., erstes Halbfinale       | nicht erreicht |
| 100 km                           | Halbfinalist | Gerard Bosch van Drakestein                                                  | nicht ausgetragen                | k. A. Siebter-14., erstes Halbfinale       | nicht erreicht |
| 100 km                           | —            | Dorus Nijland                                                                | nicht ausgetragen                | DNF —, zweites Halbfinale                  | nicht erreicht |
| 1980 Yards Mannschaftsverfolgung | Vierter      | Gerard Bosch van Drakestein Anton Gerrits Dorus Nijland Johannes van Spengen | Kampflos Erster, dritter Vorlauf | 2:44,0 Zweiter, zweites Halbfinale         | nicht erreicht |

### Ringen
| Disziplin                                               | Platz   | Athlet              | Erste Runde          | Achtelfinale           | Viertelfinale         | Halbfinale     | Finale         |
| ------------------------------------------------------- | ------- | ------------------- | -------------------- | ---------------------- | --------------------- | -------------- | -------------- |
| Männer                                                  |         |                     |                      |                        |                       |                |                |
| Leichtgewicht (bis 66,6 kg) (Griechisch-römischer Stil) | Neunter | Ulferd Bruseker     | Freilos              | Verlor gegen Malmström | nicht erreicht        | nicht erreicht | nicht erreicht |
| Leichtgewicht (bis 66,6 kg) (Griechisch-römischer Stil) | 17.     | Jacob van Moppes    | Verlor gegen Téger   | nicht erreicht         | nicht erreicht        | nicht erreicht | nicht erreicht |
| Mittelgewicht (bis 73 kg) (Griechisch-römischer Stil)   | Fünfter | Jaap Belmer         | Besiegte Grundmann   | Besiegte Týfa          | Verlor gegen Andersen | nicht erreicht | nicht erreicht |
| Mittelgewicht (bis 73 kg) (Griechisch-römischer Stil)   | Neunter | Aäron Lelie         | Freilos              | Verlor gegen Larsson   | nicht erreicht        | nicht erreicht | nicht erreicht |
| Mittelgewicht (bis 73 kg) (Griechisch-römischer Stil)   | Neunter | Jacobus Lorenz      | Freilos              | Verlor gegen Andersen  | nicht erreicht        | nicht erreicht | nicht erreicht |
| Mittelgewicht (bis 73 kg) (Griechisch-römischer Stil)   | 17.     | Gerrit Duijm        | Verlor gegen Larsson | nicht erreicht         | nicht erreicht        | nicht erreicht | nicht erreicht |
| Schwergewicht (über 93 kg) (Griechisch-römischer Stil)  | Fünfter | Jacob van Westrop   | Freilos              | Besiegte Kivimäki      | Verlor gegen Payr     | nicht erreicht | nicht erreicht |
| Schwergewicht (über 93 kg) (Griechisch-römischer Stil)  | Neunter | Leendert van Oosten | Freilos              | Verlor gegen Jensen    | nicht erreicht        | nicht erreicht | nicht erreicht |
| Schwergewicht (über 93 kg) (Griechisch-römischer Stil)  | Neunter | Douwe Wijbrands     | Besiegte Luntzer     | Verlor gegen Larsson   | nicht erreicht        | nicht erreicht | nicht erreicht |

### Rudern
| Disziplin              | Platz   | Athleten                                                       | Erste Runde       | Viertelfinale     | Halbfinale                        | Finale         |
| ---------------------- | ------- | -------------------------------------------------------------- | ----------------- | ----------------- | --------------------------------- | -------------- |
| Männer                 |         |                                                                |                   |                   |                                   |                |
| Vierer ohne Steuermann | Dritter | Hermannus Höfte, Albertus Wielsma, Johan Burk, Bernardus Croon | nicht ausgetragen | nicht ausgetragen | k. A. Zweiter, zweites Halbfinale | nicht erreicht |

### Schießen
| Disziplin                                   | Platz    | Athet | Punkte |
| ------------------------------------------- | -------- | --- | ------ |
| Männer                                      |          | |        |
| Freies Gewehr Dreistellungskampf            | 22.      | Pieter van Waas | 768    |
| Freies Gewehr Dreistellungskampf            | 32.      | Petrus ten Bruggen Cate | 726    |
| Freies Gewehr Dreistellungskampf Mannschaft | Siebter  | Gerard van den Bergh Christiaan Brosch Cornelis van Altenburg Antonie de Gee Uilke Vuurman Pieter Jan Brussaard                   | 4130   |
| Revolver und Pistole                        | Zwölfter | Jacob van der Kop | 447    |
| Revolver und Pistole                        | 24.      | Petrus ten Bruggen Cate | 421    |
| Revolver und Pistole                        | 36.      | Jan Johannes de Blécourt | 381    |
| Revolver und Pistole                        | 40.      | Gerard van den Bergh | 343    |
| Revolver und Pistole                        | 41.      | Christiaan Brosch | 337    |
| Revolver und Pistole                        | 43.      | Antonie de Gee | 226    |
| Schnellfeuerpistole Mannschaft              | Sechster | Jacob van der Kop Gerard van den Bergh Jan Johannes de Blécourt Petrus ten Bruggen Cate                                           | 1632   |
| Wurfscheibenschießen                        | Siebter  | John Wilson | 53     |
| Wurfscheibenschießen                        | 14.      | Cornelis Viruly | 48     |
| Wurfscheibenschießen                        | 15.      | Eduardus van Voorst tot Voorst | 47     |
| Wurfscheibenschießen                        | 15.      | Franciscus van Voorst tot Voorst                                                                                                  | 47     |
| Wurfscheibenschießen                        | 22.      | Romain de Favauge | 29     |
| Wurfscheibenschießen                        | 26.      | Jacob Laan | 21     |
| Wurfscheibenschießen Mannschaft             | Vierter  | Eduardus van Voorst tot Voorst Cornelis Viruly Franciscus van Voorst tot Voorst Rudolf van Pallandt Romain de Favauge John Wilson | k. A.  |

### Schwimmen
| Disziplin       | Platz    | Athlet                   | Vorrunde                               | Halbfinale     | Finale         |
| --------------- | -------- | ------------------------ | -------------------------------------- | -------------- | -------------- |
| Männer          |          |                          |                                        |                |                |
| 100 m Freistil  | Vorläufe | Lambertus Benenga        | 1:13,2 Zweiter, dritter Vorlauf        | nicht erreicht | nicht erreicht |
| 100 m Freistil  | Vorläufe | Bouke Benenga            | k. A. Dritter-Sechster, erster Vorlauf | nicht erreicht | nicht erreicht |
| 400 m Freistil  | Vorläufe | Friedrich Meuring        | k. A. Vierter-Fünfter, siebter Vorlauf | nicht erreicht | nicht erreicht |
| 1500 m Freistil | Vorläufe | Piet Ooms                | 27:24,4 Dritter, zweiter Vorlauf       | nicht erreicht | nicht erreicht |
| 1500 m Freistil | —        | Eduard Meijer            | DNF —, sechster Vorlauf                | nicht erreicht | nicht erreicht |
| 100 m Rücken    | Vorläufe | Bartholomeus Roodenburch | 1:36,0 Zweiter, dritter Vorlauf        | nicht erreicht | nicht erreicht |
| 100 m Rücken    | Vorläufe | George Cortlever         | k. A. Zweiter, siebter Vorlauf         | nicht erreicht | nicht erreicht |

### Tennis
| Disziplin | Platz   | Athlet                                  | Erste Runde            | Zweite Runde         | Achtelfinale               | Viertelfinale  | Halbfinale     | Finale         |
| --------- | ------- | --------------------------------------- | ---------------------- | -------------------- | -------------------------- | -------------- | -------------- | -------------- |
| Männer    |         |                                         |                        |                      |                            |                |                |                |
| Einzel    | 16.     | Roelof van Lennep                       | Freilos                | Verlor gegen Foulkes | nicht erreicht             | nicht erreicht | nicht erreicht | nicht erreicht |
| Einzel    | 26.     | Christiaan van Lennep                   | Verlor gegen R. Powell | nicht erreicht       | nicht erreicht             | nicht erreicht | nicht erreicht | nicht erreicht |
| Doppel    | Siebter | Christiaan van Lennep Roelof van Lennep | nicht ausgetragen      | Freilos              | Verlor gegen Cazalet/Dixon | nicht erreicht | nicht erreicht | nicht erreicht |

### Turnen
| Disziplin       | Platz | Athlet                 | Punkte |
| --------------- | ----- | ---------------------- | ------ |
| Männer          |       |                        |        |
| Einzelmehrkampf | 49.   | Michel Biet            | 187,5  |
| Einzelmehrkampf | 60.   | Gerardus Wesling       | 165    |
| Einzelmehrkampf | 61.   | Reinier Blom           | 160,5  |
| Einzelmehrkampf | 62.   | Isidor Goudeket        | 159    |
| Einzelmehrkampf | 63.   | Johannes Stikkelman    | 159    |
| Einzelmehrkampf | 64.   | Emanuel Brouwer        | 158    |
| Einzelmehrkampf | 66.   | Johannes Posthumus     | 155,5  |
| Einzelmehrkampf | 69.   | Dirk Janssen           | 153,5  |
| Einzelmehrkampf | 71.   | Cornelus Becker        | 152,5  |
| Einzelmehrkampf | 72.   | Jan Janssen            | 150,5  |
| Einzelmehrkampf | 74.   | Jan Jacob Kieft        | 149,5  |
| Einzelmehrkampf | 78.   | Abraham Mok            | 151    |
| Einzelmehrkampf | 83.   | Hendricus Thijsen      | 127    |
| Einzelmehrkampf | 90.   | Johann Flemer          | 118,5  |
| Einzelmehrkampf | 93.   | Constantijn van Daalen | 116,5  |
| Einzelmehrkampf | 95.   | Herman van Leeuwen     | 101    |
| Einzelmehrkampf | 96.   | Jonas Slier            | 96     |

| Disziplin            | Platz   | Athleten | Punkte |
| -------------------- | ------- | --- | ------ |
| Männer               |         | |        |
| Mannschaftsmehrkampf | Siebter | Cornelus Becker, Michel Biet, Jan de Boer, Reinier Blom, Jan Bolt, Emanuel Brouwer, Constantijn van Daalen, Johann Flemer, Johannes Göckel, Isidor Goudeket, Dirk Janssen, Jan Jacob Kieft, Salomon Konijn, Herman van Leeuwen, Abraham Mok, Abraham d’Oliveira, Johannes Posthumus, Johan Schmitt, Jonas Slier, Johannes Stikkelman, Hendricus Thijsen, Gerardus Wesling | 297    |

### Wasserball
| Disziplin | Platz   | Athleten                                                                                              | Viertelfinale            | Halbfinale     | Finale         |
| --------- | ------- | --- | ------------------------ | -------------- | -------------- |
| Männer    |         | |                          |                |                |
| Männer    | Vierter | Bouke Benenga, George Cortlever, Frederik Hulswit, Eduard Meijer, Karel Meijer, Piet Ooms, Johan Rühl | Verlor gegen Belgien 8-1 | nicht erreicht | nicht erreicht |